# Toskanski spev
Toskanski spev je družinski roman Eve Kurnik iz leta 2019, izdan v samozaložbi.
Je ohlapno nadaljevanje avtoričinega prvenca Njena pot. Zgodba se začne leta 2016, se prestavi v 70. leta dvajsetega stoletja in se vrne v leto 2017. Delno se dogaja v Toskani.